# یل‌باستی (بسنی)
یل‌باستی (به ترکی استانبولی: Yelbastı) (به کردی: Şamûşaxî) یک منطقهٔ مسکونی در ترکیه است که در بسنی واقع شده‌است.